# Spechten
Spechten (Picidae) vormen een familie van kleine tot middelgrote, robuuste vogels. Spechten leven meestal in bomen en gebruiken hun scherpe snavel en lange kleverige tong om daaruit insecten los te peuteren. Soorten uit de onderfamilie echte spechten gebruiken hun staart als steun bij het klauteren langs boomstammen. Spechten hebben zygodactylische poten waarvan de twee middelste tenen naar voren staan en de buitenste twee naar achteren.
Kenmerkend voor spechten is het gedrag om met de snavel in hout te hameren. Dit gedrag dient zowel om bij voedsel te komen als ter communicatie. Het herhaaldelijke gehamer gaat gepaard met een aanzienlijke belasting van met name de kop en de hersenen. De hersenen van spechten bevatten weinig hersenvocht en zijn stevig in de schedel verankerd, wat bescherming geeft tegen ernstige beschadiging.
Spechten komen wereldwijd voor, behalve in Australië, Nieuw-Zeeland, Madagaskar en de poolgebieden. De meeste soorten leven in bossen, maar er zijn ook spechten die in boomloze gebieden leven, zoals rotsachtige heuvels en woestijnen. De familie van de spechten telt ongeveer 240 soorten. Enkele soorten worden met uitsterven bedreigd als gevolg van habitatfragmentatie. Eén moderne soort, de bermudagrondspecht, is reeds uitgestorven.

## Anatomische aanpassingen
Heel lang was er de veronderstelling dat de specht een aantal voorzieningen heeft om een hersenschudding te voorkomen. De schedel bevat weinig hersenvocht, waardoor het brein relatief vast zit, en het bot heeft een sponsachtige structuur dat een deel van de klap zou absorberen. Bovendien hebben spechten een sterk vergroot tongbeen dat als een soort veiligheidsgordel om de schedel heen ligt. Uit onderzoek gepubliceerd in 2022 wordt de vooronderstelling over het schokdempend effect onderuit gehaald. Zowel theoretisch, vanuit evolutionair standpunt, als wel uit experimenteel onderzoek met behulp van hogesnelheidscamera's blijkt dat de genoemde anatomisch structuren geen schokdempend effect hebben. Alleen het feit dat bij de specht de hersens stevig in de schedel verankerd zijn, geeft bescherming tegen ernstige beschadiging.

## Spechten in de Benelux
- Middelste bonte specht Dendrocoptes medius
- Kleine bonte specht Dryobates minor
- Grote bonte specht Dendrocopos major
- Groene specht Picus viridis
- Grijskopspecht Picus canus
- Zwarte specht Dryocopus martius
- Draaihals Jynx torquilla

## Taxonomie
De familie wordt verdeeld in vier onderfamilies met 240 soorten: 
- Draaihalzen (Jynginae, 1 geslacht, 2 soorten)
- Dwergspechten (Picumninae en Sasiinae[5], 3 geslachten, 28 soorten)
- Echte spechten (Picinae, 33 geslachten, 210 soorten).

### Cladogram[6]
|  | Picumninae (Dwergspechten)                                                            |
|  |                                                                                       |
|  | \| \| Sasiinae (Dwergspechten) \| \| \| \| \| \| Picinae (Echte spechten) \| \| \| \| |
|  |                                                                                       |
|  | Sasiinae (Dwergspechten)                                                              |
|  |                                                                                       |
|  | Picinae (Echte spechten)                                                              |
|  |                                                                                       |

|  | Sasiinae (Dwergspechten) |
|  |                          |
|  | Picinae (Echte spechten) |
|  |                          |

|  | Picumninae (Dwergspechten)                                                            |
|  |                                                                                       |
|  | \| \| Sasiinae (Dwergspechten) \| \| \| \| \| \| Picinae (Echte spechten) \| \| \| \| |
|  |                                                                                       |
|  | Sasiinae (Dwergspechten)                                                              |
|  |                                                                                       |
|  | Picinae (Echte spechten)                                                              |
|  |                                                                                       |

|  | Sasiinae (Dwergspechten) |
|  |                          |
|  | Picinae (Echte spechten) |
|  |                          |

|  | Picumninae (Dwergspechten)                                                            |
|  |                                                                                       |
|  | \| \| Sasiinae (Dwergspechten) \| \| \| \| \| \| Picinae (Echte spechten) \| \| \| \| |
|  |                                                                                       |
|  | Sasiinae (Dwergspechten)                                                              |
|  |                                                                                       |
|  | Picinae (Echte spechten)                                                              |
|  |                                                                                       |

|  | Sasiinae (Dwergspechten) |
|  |                          |
|  | Picinae (Echte spechten) |
|  |                          |

|  | Picumninae (Dwergspechten)                                                            |
|  |                                                                                       |
|  | \| \| Sasiinae (Dwergspechten) \| \| \| \| \| \| Picinae (Echte spechten) \| \| \| \| |
|  |                                                                                       |
|  | Sasiinae (Dwergspechten)                                                              |
|  |                                                                                       |
|  | Picinae (Echte spechten)                                                              |
|  |                                                                                       |

|  | Sasiinae (Dwergspechten) |
|  |                          |
|  | Picinae (Echte spechten) |
|  |                          |

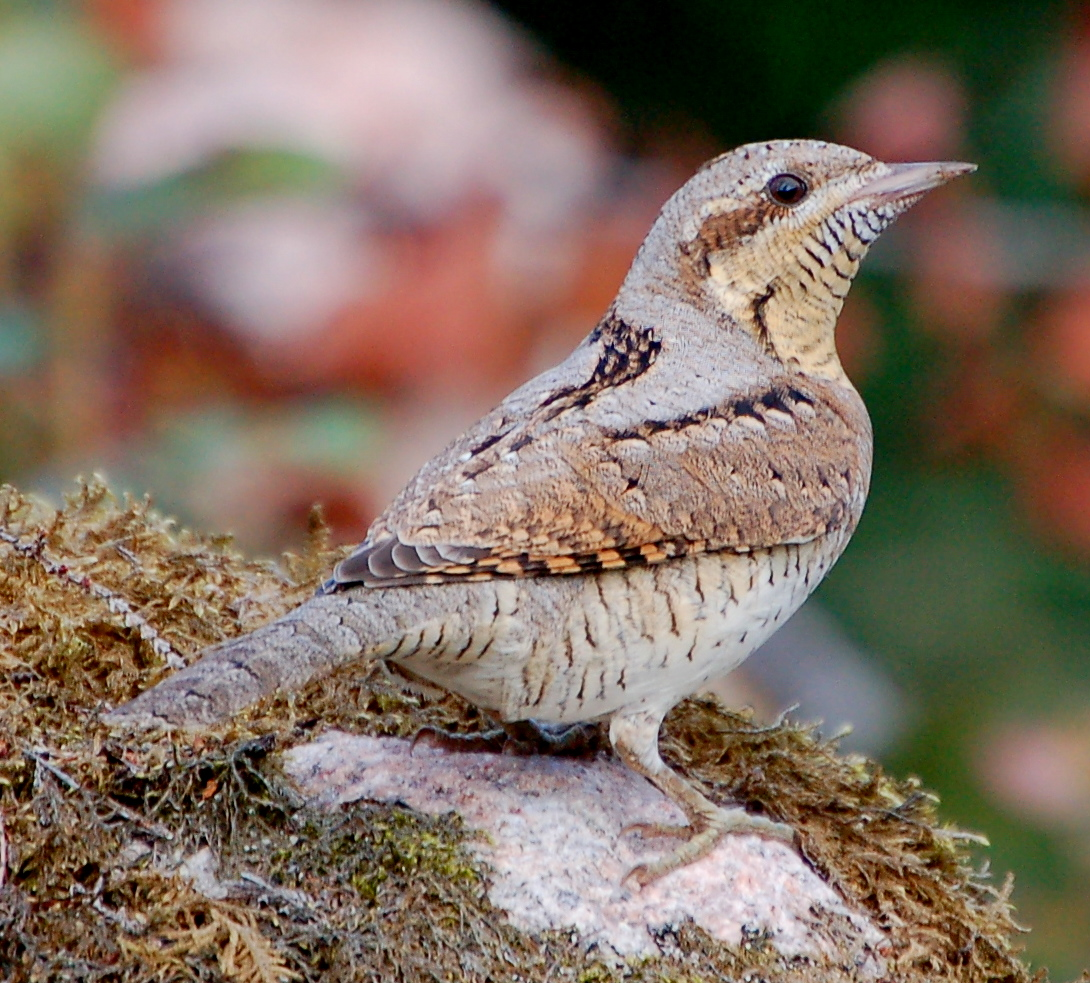
Gewone draaihals (draaihalzen)
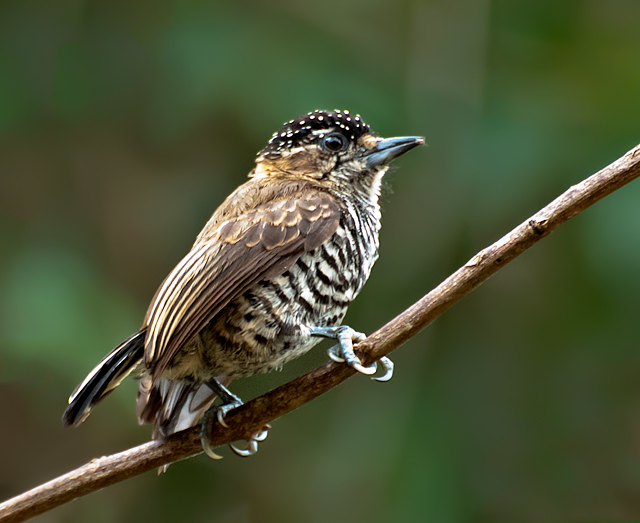
Zebradwergspecht (dwergspechten)
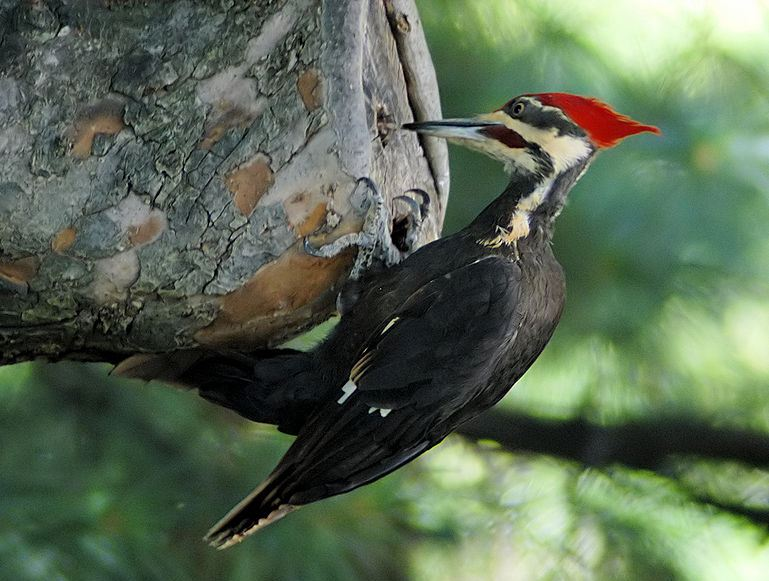
Noord-Amerikaanse helmspecht (echte spechten)

Glansvogels · Baardkoekoeken · Capitonidae · Lybiidae · Megalaimidae · Honingspeurders · Semnornithidae · Toekans · Spechten